# وارینتورن پانهاکارن
وارینتورن پانهاکارن (به انگلیسی: Warintorn Panhakarn) بازیگر و مدل تایلندی است. او بیشتر به خاطر ایفای نقش در سریال‌های تلویزیونی همانند حس ششم (۲۰۱۲) و خون چای تاراتون (۲۰۱۳) مشهور است.

## دوره ابتدایی زندگی
وارینتورن پانهاکارن در بیمارستان لوم ساک، منطقه لوم ساک استان پتچابون متولد شد. وی فرد بزرگتر سه فرزند خانواده است. یک خواهر و یک برادر جوانتر از خود دارد، چایافول پانهاکارن خواننده ای است که در مسابقهٔ خوانندگی جوایز کی پی ان شرکت نمود. پدرش افسر پلیس بود و مادرش فروشگاه طلافروشی دارد. او دارای مدرک لیسانس رشته طراحی داخلی از دانشکدهٔ هنرهای زیبا (در حال حاضر دانشکدهٔ هنر و طراحی) در دانشگاه رنگسیت است.

## دوران بازیگری
وارینتون با شرکت در پروژه پیدا کردن «جدت»، وارد حوزه صنعت سرگرمی شد. بعد از پایان این پروژه، وی تقاضاهای زیادی برای شرکت در تبلیغات بازرگانی دریافت کرد. سپس به پروژه معضل مرد پیوست که باعث شد در تایلند بیشتر شناخته شود. در سال ۲۰۰۸، وی بازیگری خود را با نقش آفرینی در نمایش رک ترد یورد رک (Ruk Ter Yord Ruk)، که نقش فردی بدذات را بر عهده داشت، آغاز نمود. در سال ۲۰۰۹، او همراه با یارد یاردتیپ، نقش اصلی را در سریال تلویزیونی سای سوئب دیلیوری (Sai Sueb Delivery) بر عهده گرفت. وارینتون بیشتر به خاطر بازی در نقش خون چای تاراتون در سریال تلویزیونی سوفاپبورتو جوتاتپ (Suphapburut Juthathep) سال ۲۰۱۳، معروف است.

## فیلم‌شناسی
تلویزیون
| سال  | عنوان انگلیسی   | عنوان بومی                       | نقش              | نکات     | شبکه   |
| ---- | --------------- | -------------------------------- | ---------------- | -------- | ------ |
| ۲۰۱۲ | حس ششم          | (The Sixth Sense สื่อรักสัมผัสหัวใจ)   | ترایرانتا تماوات | نقش اصلی | شبکه ۳ |
| ۲۰۱۳ | حس ششم قسمت دوم | (The Sixth Sense สื่อรักสัมผัสหัวใจ ۲) | ترایرانتا تماوات | نقش اصلی | شبکه ۳ |
| ۲۰۱۳ | شوهر (Samee)    | (สามี)                            | راب              | نقش اصلی | شبکه ۳ |